# Staccando l'ombra da terra
 Staccando l'ombra da terra  è un romanzo di Daniele Del Giudice finalista al Premio Campiello e vincitrice del Premio Bagutta e del Premio Flaiano per la narrativa nel 1995.

## Trama
Sulle orme di Antoine de Saint-Exupéry, la passione per il volo (e la libertà che offre a chi vola) spinge il narratore a seguire le orme del suo predecessore scomparso tra la Corsica e il continente il 31 luglio 1944, probabilmente abbattuto da un caccia tedesco.

## Edizioni
- Daniele Del Giudice, Staccando l'ombra da terra, Einaudi, 1994, ISBN 9788806135843.